# مسیر آتش (فیلم ۱۹۹۰)
مسیر آتش (به هندی: Agneepath) فیلمی در ژانر درام و گانگستری محصول سال ۱۹۹۰ و به کارگردانی موکول اس. آناند است. در این فیلم بازیگرانی همچون آمیتاب باچان، میتون چاکرابورتی، مادهوی، نیلم کوتهاری، دنی دنزونگپا، روهینی هاتانگادی، آلوک نات، شارات ساکسنا، آرچانا پوران سینگ، باب کریستو، تینو آناند، شاکتی کاپور ایفای نقش کرده‌اند.

## خلاصه داستان
استاد دینانات چوهان (آلوک نات) معلم دلسوزی است که در روستایی بنام ماندوا با خانواده اش زندگی می‌کند. رئیس گنگسترها بنام کانچا چینا (دنی دنزوگپنا) با تهمتی که به استاد می‌زند باعث کشته شدن او می‌شود. خانواده استاد به شهر می‌روند و پسر استاد بنام ویجی در دفاع از مادرش پمپ بنزین کانچا را آتش می‌زند. سال‌ها می‌گذرد و ویجی (آمیتاب باچان) به یک گنگستر تبدیل می‌شود که افراد زیادی از جمله پلیس از او تبعیت می‌کنند. زمانی که سران مافیا به جانش سوقصد می‌کنند، نارگیل فروشی بنام کریشنان (میتون چاکرابورتی) او را به بیمارستان می‌رساند. ویجی در بیمارستان با پرستاری بنام ماری (مدهاوی) آشنا می‌شود. یک بازرس پلیس دو نفر از رؤسای مافیا را به بهانه محافظت در اداره پلیس زندانی می‌کند و در همان حال ویجی هر دو را در آنجا به قتل می‌رساند. ویجی پس از بهبودی کامل کریشنان را مسئول محافظت از خواهرش شیکشاه (نیلام کوتهاری) می‌کند. با گذشت زمان بین کریشنان و شیکشاه همچنین ویجی و ماری علاقه به وجود می‌آید. ویجی با دعوت کانچا به جزیره او می‌رود و پس از سال‌ها با قاتل پدرش روبرو می‌شود. ویجی پس از پی بردن به رابطه بین کریشنان و خواهرش بشدت عصبانی می‌شود. او با ماری ازدواج کرده و صاحب فرزندی می‌شود. ویجی تصمیم می‌گیرد که برای همیشه از دنیای جرم و جنایت خارج شود. او کانچا را به پلیس لو می‌دهد و کانچا در دادگاه حاضر می‌شود تا محاکمه شود. شاهدین پرونده و تمام افراد ویجی کشته می‌شوند و کانچا نجات میابد. در جشن به آب سپردن خدای گانش افراد کانچا به ویجی حمله می‌کنند و در جریان این درگیری کریشنان زخمی می‌شود ویجی پس از بردن او به بیمارستان متوجه می‌شود که کانچا خانواده‌اش از جمله مادر و خواهرش را گروگان گرفته و به ماندوا برده‌است. ویجی به ماندوا می‌رود و پس از یک درگیری خونین کانچا را می‌کشد و خودش هم جان می‌بازد. مادر ویجی (روهینی هاتانگادی) که سال‌ها پسرش را طرد کرده بود جنازه اش را در آغوش کشیده و او را می‌بخشد.

## جوایز
- جایزه ملی هند بهترین بازیگر نقش اول مرد برای آمیتاب باچان
- جایزه فیلمفیر بهترین بازیگر نقش مکمل برای میتون چاکرابورتی
- جایزه فیلمفیر بهترین بازیگر نقش مکمل زن برای روهینی هاتانگادی